# Synagoge (Pardubice)

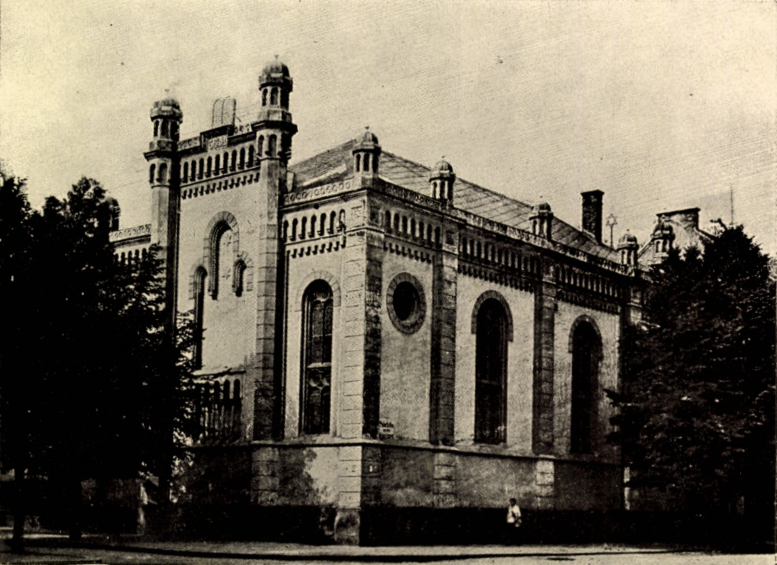
Synagoge ca. 1925

Die Synagoge in Pardubice, einer tschechischen Stadt in der gleichnamigen Region, wurde 1878 bis 1880 erbaut. Sie wurde 1958 abgerissen.

## Geschichte
Bis Mitte des 19. Jahrhunderts gab es in Pardubice nur wenige Juden. Erst nach der Judenemanzipation in Österreich 1848 siedelten sich diese vermehrt hier an. Konkrete Pläne einer Synagoge für die größer werdende Gemeinde gab es dann ab Mitte der 1870er Jahre. Nach einigen Verzögerungen wurde die Synagoge 1880 feierlich eröffnet.
Bereits wenige Jahre später war sie zu klein und wurde 1904 umgebaut und erheblich vergrößert.
Während des Zweiten Weltkriegs dienten die Räume als Lager einer Kaserne; nach dem Krieg wurde die Synagoge zunächst an die nur noch kleine jüdische Gemeinde zurückgegeben. Da diese sie aber nicht unterhalten konnte, kam sie wenig später in den Besitz der Stadt und wurde für kulturelle Veranstaltungen genutzt.
Als 1958–59 neue Straßenführungen geplant wurden, stand das Gebäude im Weg und wurde deshalb abgerissen. Heute befindet sich hier eine Straßenkreuzung.

## Architektur
Das ursprüngliche Gebäude war 29 × 14 m groß und wurde 1904 um 7,5 m nach Westen verlängert. Die Höhe bis zur Dachtraufe war 10,8 m; bis zur Giebelspitze waren es noch einmal 3,6 m. Es war im Stil der Neoromanik mit zusätzlichen orientalisierenden Formen errichtet.
Die Fenster waren im Rundbogenstil, vor den Umbauten 1904 waren es an den Seitenwänden im Süden und Norden je zwei; danach drei. Zusätzlich gab es noch Rundfenster. Pilaster strukturierten die Wände zwischen den Fenstern; oben waren sie von kleinen Türmchen gekrönt.
Der Eingang war im Westen. Vor 1904 befand sich hier nur der Haupteingang (in Form eines romanischen Portals) für die Männer; der Eingang für die Frauen war an der Südseite. Erst danach war deren Eingang auch auf der Westseite. Von dort erreichte man das Vestibül mit Nebenräumen, das Treppenhaus zur Frauenempore sowie den Hauptraum, den Gebetsraum der Männer. Die Frauengalerie war zunächst nur an der Westseite; wurde aber bei den Umbauten 1904 auch entlang der Nord- und Südseite geführt.
Der Toraschrein war gegenüber dem Eingang an der Ostseite; davor stand die Bima. Dies ist in Synagogen des Reformjudentums üblich, während im orthodoxen Judentum die Bima in der Raummitte steht.
Der Toraschrein selbst war ein eindrucksvoller Kunstschrank, der als in arabischer Bauweise beschrieben wird. Demgegenüber ist die Bima ein schlicht gehaltenes Vorlesepult.